# Samsung Galaxy Grand Duos
Il Samsung Galaxy Grand Duos, (GT-i9082 codice prodotto per il mercato), è uno smartphone prodotto da Samsung messo in vendita nel mese di febbraio 2013. Disponibile in 2 varianti di colore tra cui Elegant White e Metallic Blue ed è il variante del Samsung Galaxy Grand (GT-i9080), essenzialmente non vi è alcuna differenza sia di software sia di hardware, a parte la possibilità di utilizzare il dispositivo con doppia SIM grazie al relativo modulo.

## Specifica
- Dual-SIM
- Dual Stand-By